# Årsjön, Tyresta
Årsjön är en sjö i Haninge kommun i Södermanland som ingår i Tyresån-Trosaåns kustområde. Sjön är 8,4 meter djup, har en yta på 0,213 kvadratkilometer och befinner sig 55,1 meter över havet. Årsjön ligger i Tyresta-Åvas Natura 2000-område. Sjön avvattnas av vattendraget Åvaån. Vid provfiske har abborre, gers och gädda fångats i sjön.
Sjön ingår i Åvaåns sjösystem och avrinner via Årsjöbäcken till Stensjön.

## Delavrinningsområde

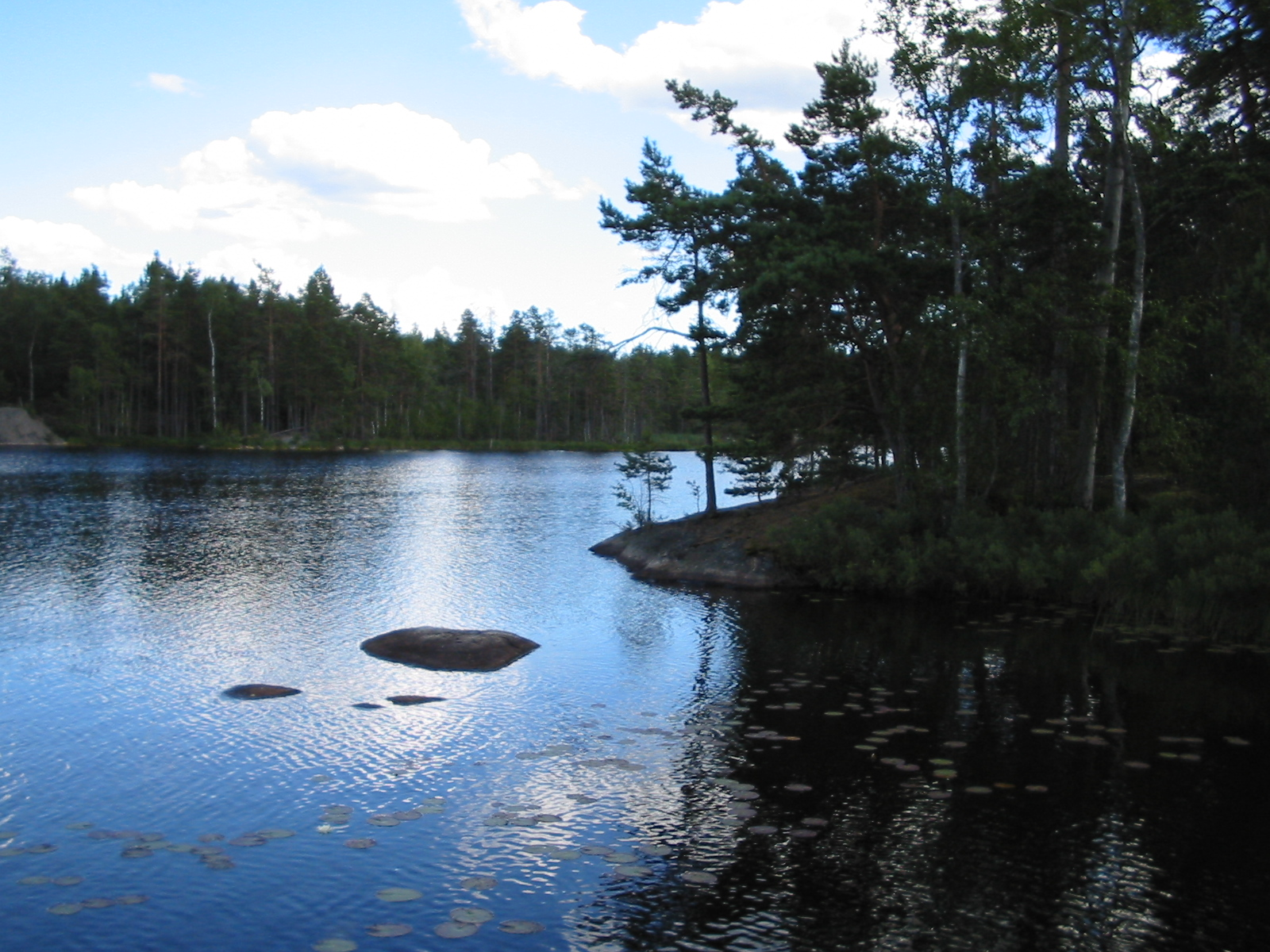
Årsjön, vy mot sydöst från vandringsleden längst västra stranden.

Årsjön ingår i delavrinningsområde (656538-164151) som SMHI kallar för Ovan 656534-164266. Medelhöjden är 61 meter över havet och ytan är 4,38 kvadratkilometer. Det finns inga avrinningsområden uppströms utan avrinningsområdet är högsta punkten. Avrinningsområdets utflöde Åvaån mynnar i havet. Avrinningsområdet består mestadels av skog (91 procent). Avrinningsområdet har 0,63 kvadratkilometer vattenytor vilket ger det en sjöprocent på 3,8 procent.